# Трамвай серії 71-631
КТМ-31 (71-631 відповідно до Єдиної нумерації вагонів) — зчленований шестивісний трамвайний вагон виробництва Усть-Катавського вагонобудівного заводу. Станом на серпень 2017 року випущено 61 (у тому числі 31 модель 71-631-02) екземпляр, з них: 43 — експлуатуються в Санкт-Петербурзі (у тому числі 28 моделей 71 -631-02), 10 — в Самарі, 4 — в Краснодарі, 4 — в Даугавпілсі. Перші три вагони проходили випробування в Златоусті, ще один вагон восени 2014а випробовувався в Челябінську.

## Історія створення

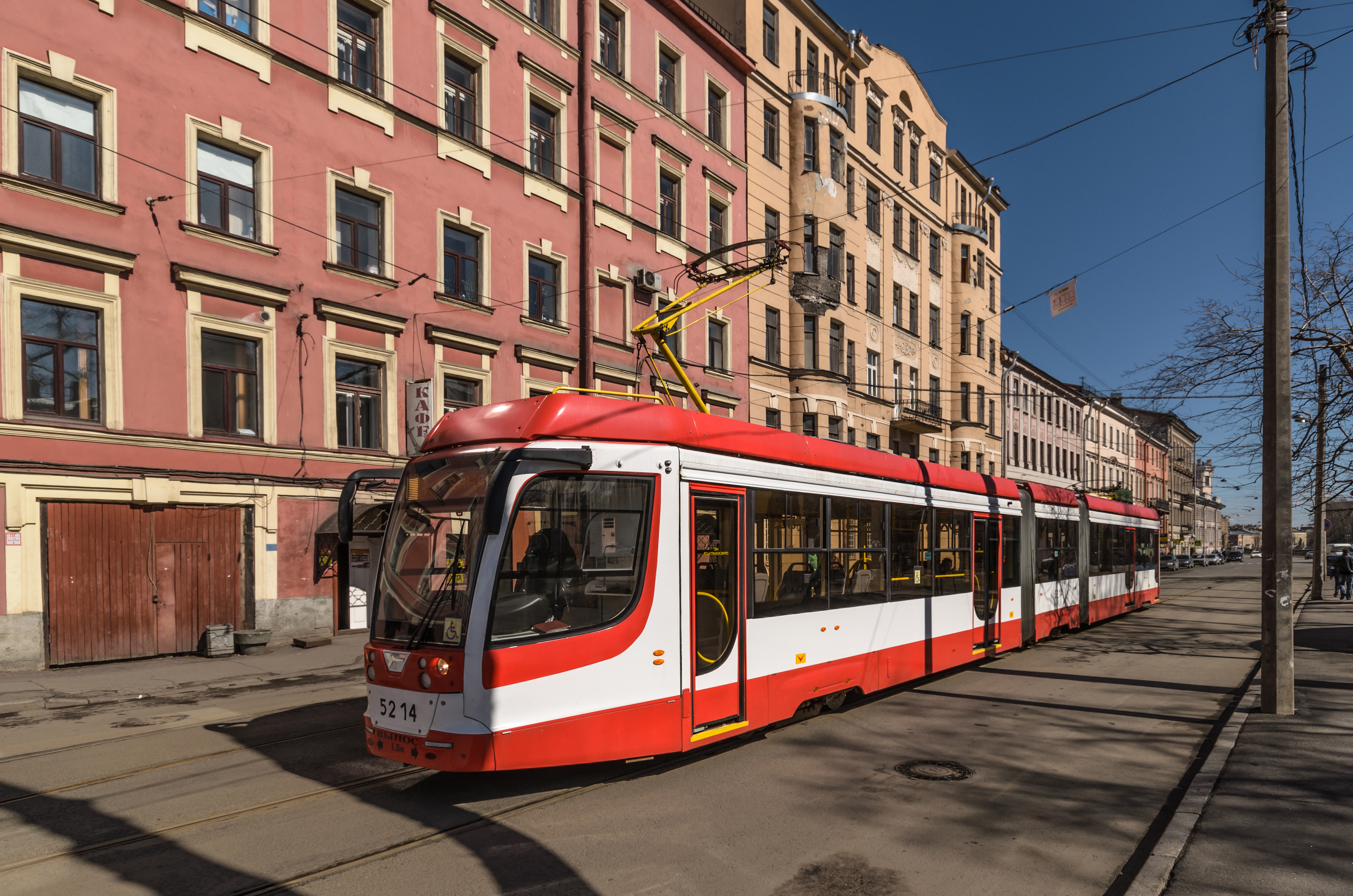
71-631-02 у Санкт-Петербурзі

Трамвайний вагон моделі 71-631 був розроблений і запущений у виробництво в 2011 ріку на базі серійного вагона 71-623, з урахуванням зауважень по першому досвідченому 6-вісному вагону 71-630. Перший випущений екземпляр був виконаний в односторонньому виконанні і передано в Санкт-Петербург, хоча спочатку планувалося відправити цей вагон до Києва, у зв'язку з чим вагон навіть був пофарбований у жовто-сині кольори і мав написи в салоні та на панелі приладів українською мовою, проте поставки були зірвані. До кінця 2012 року Петербурзьким підприємством «Міськелектротранс» було придбано ще п'ять двосторонніх трисекційних човникових трамваїв Усть-Катавського вагонобудівного заводу.

## Конструкція

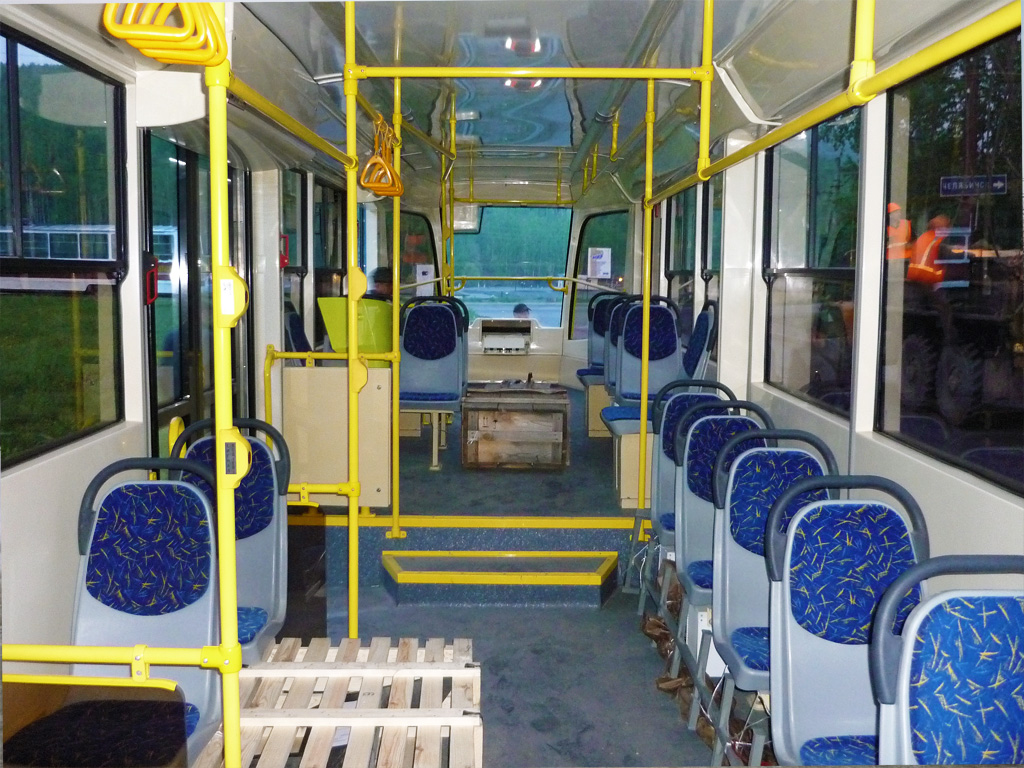
Салон третьої (хвостової) секції вагона 71-631

Трамвайний вагон є на 72% низькопідлоговим, складається з трьох секцій (два висячі вузли зчленування), має шість осей.

### Візки
Трамвайний вагон укомплектований візками двох типів: моторні підкочуються під головні секції, бігункова — під середню.
На кожному моторному візку встановлено по два Асинхронна машина трифазних Тяговий електродвигун з короткозамкненим ротором закритого типу і з самовентиляцією, виробництва Skoda, номінальною потужністю 125 кВт. Двигуни встановлені поперечно, на відміну від поздовжньої установки на вагонах Tatra T3, КТМ-5 та подібних, карданний вал відсутня. Для передачі крутного моменту від вихідного валу редуктора на вісь колісної пари розроблена спеціальна еластична муфта. Таке рішення дозволило знизити безпружинну масу до 700 кг, завдяки чому зменшується знос рейкового шляху.

### Гальма
Вагон оснащений трьома видами гальм: електричним (рекуперативним), дисковим і магніторейковим. На кожній коловій парі візки встановлені два дискові гальма: гальмо дискове позитивне (привід працює на загальмовування) і гальмо дискове негативне (гальмівне натискання створюється пружинами, привід працює на розгальмовування). Ці гальма відрізняються типом виконавчого механізму.
Гальмо дискове позитивне використовується при службовому та екстреному гальмуванні спільно з динамічним гальмом, а також є основним засобом гальмування при аварійній відсутності електричного гальма. Гальмо дискове негативне виконує функцію гальма стоянки.
Магніторельсовий гальмо є засобом додаткового уповільнення вагона при аварійному та екстреному гальмуванні.

### Салон

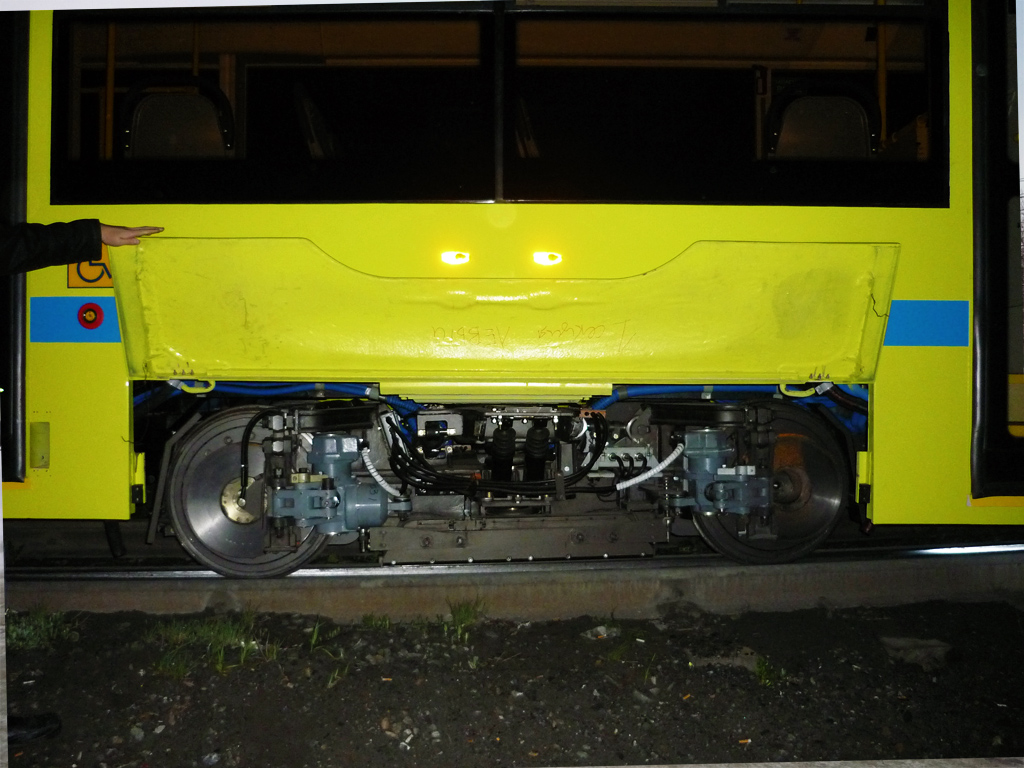
Візок трамвайного вагона 71-631

У салоні передбачені широкі дверні прорізи та просторі накопичувальні майданчики в низькопідлоговій частині вагона, що дозволяє збільшити швидкість посадки-висадки та створює комфортні умови для пасажирів з дітьми та людей з обмеженими можливостями.
Також в салоні встановлена комплексна цифрова інформаційна система, що включає автоінформатор, гучномовний зв'язок, маршрутні покажчики, інформаційне табло (рядок, що біжить). Вагон укомплектований навігаційним обладнанням ГЛОНАСС.

## Модифікації

### 71-631
- Трьохсекційний низькопідлоговий односторонній вагон (з однією кабіною). Вагон має 6 дверей, розташованих по правій стороні, з яких чотири - двостулкові і дві - одностулкові. Випущено 8 екземплярів. 2 екземпляри експлуатуються в Самарі, 4 у Даугавпісі, 11 у Санкт-Петербурзі.

### 71-631-02
- 3-секційний низькопідлоговий двосторонній вагон (з двома кабінами). Вагон має 8 дверей, розташованих симетрично по обидва боки, з яких чотири - двостулкові і чотири - одностулкові. Випущено 15 екземплярів. Експлуатуються у Санкт-Петербурзі.

### 71-631-02.02
- 3-секційний низькопідлоговий двосторонній вагон (з двома кабінами). Вагон має 8 дверей, розташованих симетрично по обидва боки, з яких чотири - двостулкові і чотири - одностулкові. Має електроустаткування «ЕПРО». Випущено 16 екземплярів. Експлуатуються у Санкт-Петербурзі.

### 71-631-03
- Трисекційний низькопідлоговий односторонній вагон (з однією кабіною) з кондиціонером. Вагон має 6 дверей, розташованих по правій стороні, з яких чотири - двостулкові і дві - одностулкові. Випущено 4 екземпляри. Експлуатуються у Краснодарі.

## Експлуатують міста

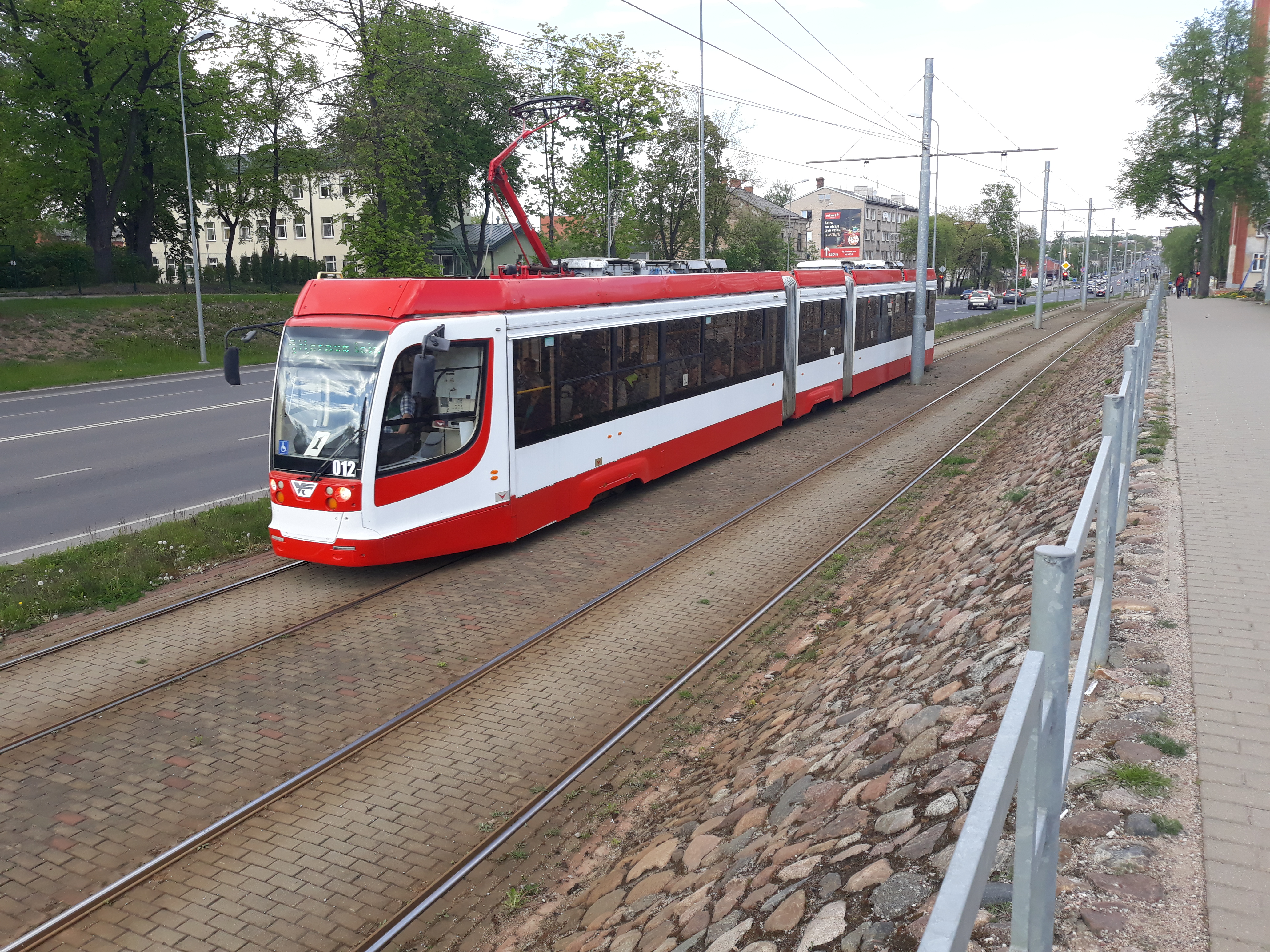
71-631 в Даугавпілсі

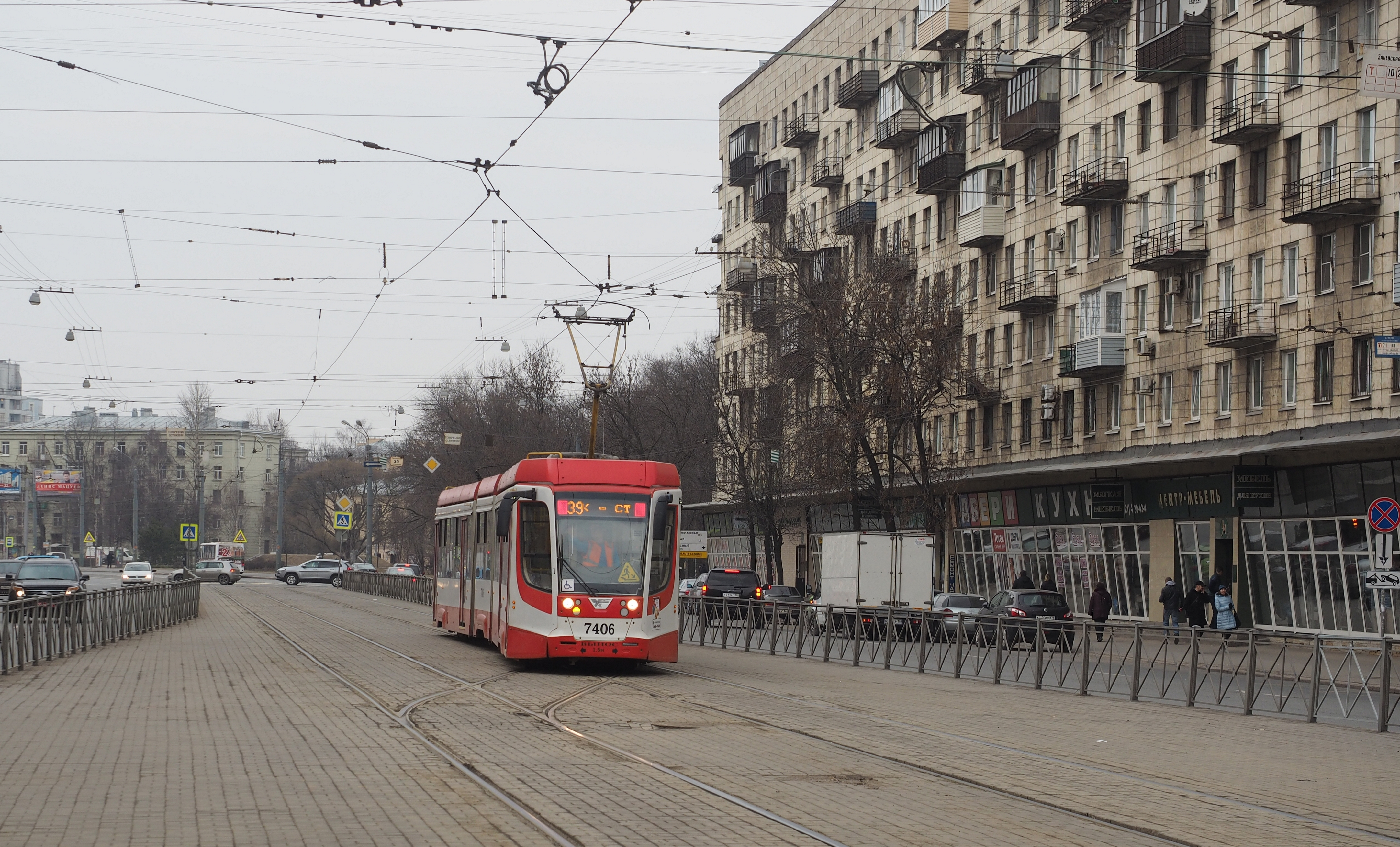
71-631-02 в Санкт-Петербурзі

Станом на березень 2019 року вагони серії 71-631 експлуатуються в Санкт-Петербургі (трамваї працюють на маршрутах 3, 10, 27, 39, 48А, 55, 100, А) і Даугавпілс. трамваї працюють на маршруті 1). Раніше один вагон знаходився на випробуванні в Золотоусті.
| Країна | Місто           | Експлуатуюча організація                             | Кількість (всіх модифікацій) | 71-631 | 71-631.01 | 71-631-01 | 71-631-02 | 71-631-02.02 | 71-631-03 |
| Росія  | Краснодар       | МУП "Краснодарське трамвайно-тролейбусне управління" | 4                            |        |           |           |           |              | 4         |
| Росія  | Санкт-Петербург | СПб ДУП «Міськелектротранс»                          | 43                           | 11     |           | 1         | 15        | 16           |           |
| Росія  | Самара          | МП ТТУ р. о. Самара                                  | 10                           | 2      | 8         |           |           |              |           |
| Латвія | Даугавпілс      | «Daugavpils satiksme»                                | 4                            | 4      |           |           |           |              |           |

## Виробництво та портфель замовлень
Виробнича програма УКВЗ з випуску вагонів 71-631:
| Рік  | Модифікація 71-631 | Модифікація 71-631 | Модифікація 71-631-02 | Модифікація 71-631-02 | Модифікація 71-631-03 | Модифікація 71-631-03 | Разом |
| Рік  | Зав. номери        | Кількість вагонів  | Зав. номери           | Кількість вагонів     | Зав. номери           | Кількість вагонів     |       |
| 2011 | 00001              | 1                  |                       |                       |                       |                       | 1     |
| 2012 |                    |                    | 00001-00005           | 5                     |                       |                       | 5     |
| 2013 | 00002-00004        | 3                  | 00006-00015           | 10                    |                       |                       | 13    |
| 2014 | 00008-00016        | 12                 |                       |                       |                       |                       | 12    |
| 2015 |                    | 9                  |                       |                       |                       |                       | 9     |
| 2016 |                    |                    | 00016                 | 1                     |                       |                       | 1     |
| 2017 | 00017-00026        | 10                 | 00017-00031           | 15                    |                       |                       | 25    |
| 2018 |                    | 3                  |                       |                       |                       |                       | 3     |
| 2019 |                    |                    |                       |                       |                       | 4                     | 4     |

Портфель замовлень:
| Країна | Місто           | Експлуатуюча організація                             | Кількість вагонів | Модифікація | Рік постачання | Готові до відправки | Будуються | Доставлено | Залишилось |
| Росія  | Санкт-Петербург | Міськелектротранс                                    | 1                 | 71-631      | 2011           | 0                   | 0         | 1          | 0          |
| Росія  | Санкт-Петербург | Міськелектротранс                                    | 5                 | 71-631-02   | 2012           | 0                   | 0         | 5          | 0          |
| Росія  | Санкт-Петербург | Міськелектротранс                                    | 10                | 71-631-02   | 2013           | 0                   | 0         | 10         | 0          |
| Росія  | Санкт-Петербург | Міськелектротранс                                    | 3                 | 71-631      | 2013           | 0                   | 0         | 3          | 0          |
| Латвія | Даугавпілс      | «Daugavpils satiksme»                                | 4                 | 71-631      | 2014           | 0                   | 0         | 4          | 0          |
| Росія  | Санкт-Петербург | Міськелектротранс                                    | 8                 |             | 2014           | 0                   | 0         | 8          | 0          |
| Росія  | Санкт-Петербург | Міськелектротранс                                    | 9                 |             | 71-631         | 0                   | 0         | 0          | 9          |
| Росія  | Санкт-Петербург | Міськелектротранс                                    | 1                 | 71-631-02   | 2016           | 0                   | 0         | 1          | 0          |
| Росія  | Санкт-Петербург | Міськелектротранс                                    | 15                | 71-631-02   | 2017           | 0                   | 0         | 15         | 0          |
| Росія  | Самара          | МП Самарське трамвайно-тролейбусне управління        | 10                | 71-631      | 2017           | 0                   | 0         | 10         | 0          |
| Росія  | Санкт-Петербург | Міськелектротранс                                    | 3                 | 71-631-02   | 2018           | 0                   | 0         | 0          | 3          |
| Росія  | Краснодар       | МУП «Краснодарське трамвайно-тролейбусне управління» | 4                 | 71-631-03   | 2019           | 0                   | 0         | 4          | 4          |

## Порівняння з конкурентами
| Порівняння трамвайного вагона 71-631 з іншими зчленованими низькопідлоговими трамвайними вагонами, що виготовлялися на території СНД: | Порівняння трамвайного вагона 71-631 з іншими зчленованими низькопідлоговими трамвайними вагонами, що виготовлялися на території СНД: | Порівняння трамвайного вагона 71-631 з іншими зчленованими низькопідлоговими трамвайними вагонами, що виготовлялися на території СНД: | Порівняння трамвайного вагона 71-631 з іншими зчленованими низькопідлоговими трамвайними вагонами, що виготовлялися на території СНД: | Порівняння трамвайного вагона 71-631 з іншими зчленованими низькопідлоговими трамвайними вагонами, що виготовлялися на території СНД: |
| 71-631/71-631-02 | ЛВС-2005 | ЛВС-2009 | АКСМ-843 | |
| Заводи-виробники: | Заводи-виробники: | Заводи-виробники: | Заводи-виробники: | Заводи-виробники: |
| --- | --- | --- | --- | --- |
| Росія УКВЗ | Росія ПТМЗ | ПТМЗ | Білорусь Бєлкомунмаш | |
| Роки випуску: | | | | |
| з 2011 року — по 2014 рік; з грудня 2016 року                                                                                         | з 2006 року по 2009 рік | з 2008 року — по 2012 рік | з 2008 року — по 2014 рік | |
| Кількість збудованих екземплярів (на грудень 2016 року):                                                                              | | | | |
| 36 | 26 | 11 | 29 | |
| Експлуатаційні міста: | | | | |
| Росія Санкт-Петербург (32) Латвія Даугавпілс (4) Росія Челябінськ (1, був на випробуванні, переданий в Санкт-Петербург)               | Росія Санкт-Петербург (25) Росія Барнаул (1)                                                                                          | Росія Волгоград (10), Україна Київ (1)                                                                                                | Росія Казань (20), Білорусь Мінськ (5), Росія Санкт-Петербург (3), Україна Київ (1)                                                   | |
| Габарити (довжина, ширина, висота), мм:                                                                                               | | | | |
| 28050 х 2500 х 3700 | 22500 × 2550 × 3530 | 31500 х 2550 х 3150 | 25400 х 2500 х 3900 | |
| Низькопольність, %: | | | | |
| 72 | 60 | 43 | 80 | |
| Пасажиромісткість, чол: | | | | |
| 291 (8 чол/м²), 201 (5 чол/м²) | 170 (5 чол/м²), 250 (8 чол/м²) | 225 (5 чол/м²) | 226 (8 чол/м²) | |
| Маса, тн: | | | | |
| 37 | 26 | 42 | н.д. | |
| Максимальна швидкість, км/год: | | | | |
| 75 | 75 | 75 | 100 | |
| Потужність електродвигунів, кВт: | | | | |
| 4х125 | 4×90 | 8х90 | 4х105 | |

## Фотогалерея
Трамвайні вагони 71-631 і 71-631-02 на випробуваннях в Златоусті:
|                                                                       |  |                                                                                          |  |                                                                       |
| 71-631-02 на під'їзних коліях до трамвайного депо (жовтень 2012 року) |  | 71-631 у первинному жовто-синьому забарвленні, призначений для Києва (червень 2011 року) |  | 71-631-02 на під'їзних коліях до трамвайного депо (жовтень 2012 року) |

Експлуатація трамвайних вагонів 71-631 в інших містах:
|                      |  |                              |  |                              |
| 71-631 в Даугавпілсі |  | 71-631-02 в Санкт-Петербурзі |  | 71-631-02 в Санкт-Петербурзі |

|                           |  |                           |  |                           |
| 71-631 в Санкт-Петербурзі |  | 71-631 в Санкт-Петербурзі |  | 71-631 в Санкт-Петербурзі |

|                              |  |                              |
| 71-631-02 в Санкт-Петербурзі |  | 71-631-02 в Санкт-Петербурзі |